# Mugil bananensis
Mugil bananensis är en fiskart som först beskrevs av Pellegrin 1927.  Mugil bananensis ingår i släktet Mugil och familjen multfiskar. Inga underarter finns listade i Catalogue of Life.